# シンジテミル
「シンジテミル」は、May'nの3枚目のシングル。2010年10月13日にflying DOGから発売された。

## 解説
前作「Ready Go!」から約3ヶ月ぶりのリリース。本作では鷺巣詩郎をプロデューサーとして迎え入れている。表題曲「シンジテミル」は、映画『インシテミル 7日間のデス・ゲーム』の主題歌として使用された。なお、中林名義では2005年8月3日にリリースした2nd配信限定シングル「雨に咲く花」が 映画『おばちゃんチップス』の主題歌として使用されたが、May'n名義では初の映画主題歌となる。

## 収録曲
（全作曲：鷺巣詩郎）
1. シンジテミル [4:13]
作詞：岩里祐穂、編曲：CHOKKAKU・鷺巣詩郎
  - ワーナー・ブラザース映画配給映画『インシテミル 7日間のデス・ゲーム』主題歌
2. My Lovely Thing [5:20]
作詞：松尾潔、編曲：鷺巣詩郎
3. シンジテミル （without May'n）
4. My Lovely Thing （without May'n）

## 収録アルバム
| 曲名            | 収録アルバム | 発売日        | 備考                  |
| --------------- | ------------ | ------------- | --------------------- |
| シンジテミル    | 『If you…』  | 2011年2月23日 | 2ndオリジナルアルバム |
| My Lovely Thing | 『If you…』  | 2011年2月23日 | 2ndオリジナルアルバム |